# Sultan Mastura
Sultan Mastura is een gemeente in de Filipijnse provincie Maguindanao op het eiland Mindanao. Bij de laatste census in 2007 had de gemeente bijna 26 duizend inwoners.

## Geografie

### Bestuurlijke indeling
Sultan Mastura is onderverdeeld in de volgende 13 barangays:
| - Balut - Boliok - Bungabong - Dagurongan - Kirkir - Macabico - Namuken | - Simuay/Seashore - Solon - Tambo - Tapayan - Tariken - Tuka |

Ampatuan · Barira · Buldon · Buluan · Cotabato City · Datu Abdullah Sangki · Datu Anggal Midtimbang · Datu Blah T. Sinsuat · Datu Hoffer Ampatuan · Datu Odin Sinsuat · Datu Paglas · Datu Piang · Datu Salibo · Datu Saudi-Ampatuan · Datu Unsay · Gen. S.K. Pendatun · Guindulungan · Kabuntalan · Mamasapano · Mangudadatu · Matanog · Northern Kabuntalan · Pagagawan · Pagalungan · Paglat · Pandag · Parang · Rajah Buayan · Shariff Aguak · Shariff Saydona Mustapha · South Upi · Sultan Kudarat · Sultan Mastura · Sultan sa Barongis · Talayan · Talitay · Upi